# Massengrab in Oplotnica
Auf dem Gebiet der Gemeinde Oplotnica in Slowenien wurde bisher (Stand Februar 2024) ein Massengrab in Markečica aus der Zeit des Zweiten Weltkriegs gefunden.

## Markečica
In Markečica befindet sich ein Massengrab vom Ende des Zweiten Weltkriegs. 
- Das Portovec-Massengrab (slowenisch: Grobišče Portovec) liegt im Wald 850 Meter nördlich von Pobrež, hinter einem Ferienhaus am Portovec-Teich. Es enthält die Überreste deutscher Kriegsgefangener, die im Mai 1945 ermordet wurden.[1]